# Nerkin Sasnaszen
Nerkin Sasnaszen – wieś w Armenii, w prowincji Aragacotn. W 2011 roku liczyła 904 mieszkańców.